# 362.ª Divisão de Infantaria (Alemanha)
A 362.ª Divisão de Infantaria (em alemão:  362. Infanterie-Division) foi uma unidade militar que serviu no Exército alemão durante a Segunda Guerra Mundial.

## Comandantes
| Comandante                       | Data                                          |
| -------------------------------- | --------------------------------------------- |
| Generalleutnant Heinrich Greiner | ? de novembro de 1943 - 1 de janeiro de 1945  |
| Generalmajor Max Reinwald        | 1 de janeiro de 1945 - ? de fevereiro de 1945 |
| Generalmajor Alois Weber         | ? de fevereiro de 1945 - 23 de abril de 1945  |